# Cyrtoclytus formosanus
Cyrtoclytus formosanus är en skalbaggsart som beskrevs av J. Linsley Gressitt 1934. Cyrtoclytus formosanus ingår i släktet Cyrtoclytus och familjen långhorningar.
Artens utbredningsområde är Taiwan. Inga underarter finns listade i Catalogue of Life.